# Monaeses cinerascens
Monaeses cinerascens är en spindelart som först beskrevs av Tord Tamerlan Teodor Thorell 1887.  Monaeses cinerascens ingår i släktet Monaeses och familjen krabbspindlar. Inga underarter finns listade i Catalogue of Life.